# Козловаж
Козлова́ж (рос. Козловаж) — село у складі Котельницького району Кіровської області, Росія. Входить до складу Комсомольського сільського поселення.
Населення становить 99 осіб (2010, 149 у 2002).
Національний склад станом на 2002 рік — росіяни 99 %.